# سوسة آيوانية
سوسة آيوانية (الاسم العلمي: Curculio iowensis) هي نوع من الحشرات يتبع جنس السوسة الحقيقية من الفصيلة السوسية الحقيقية.